# Rony Flores
Rony Alberto Flores Sánchez (Tela, Atlántida, Honduras, 28 de septiembre de 1984) es un futbolista hondureño. Juega de delantero y su actual equipo es el Belmopan Bandits de la Liga Premier de Belice.

## Trayectoria
Se inició en las reservas del Olimpia, pero nunca logró debutar en primera división con el equipo blanco. Luego pasó a Real Juventud donde su debut llegó el 24 de agosto de 2003, en la derrota de su equipo por 1-3 ante el Motagua en el Estadio Argelio Sabillón de la ciudad de Santa Bárbara.
A inicios de 2009 reforzó al Bella Vista de la Primera División de Uruguay, donde marcó tres goles durante el Clausura, pero su rendimiento no fue del todo bueno y su equipo terminó descendiendo. No obstante, el Depredador continuó jugando por seis meses más en la primera división del fútbol charrúa nada más que con el Atenas. Durante el primer semestre de 2010 jugó con el Sud América de la Segunda División Profesional de Uruguay.
En julio de 2010 ficha por el Marathón, con el cual afrontó partidos de la Liga Nacional de Honduras y de la Concacaf Liga Campeones 2010-11. Tras un año con el cuadro verde, el 10 de julio de 2011 se anuncia su traspaso al Shenzhen Ruby de la Superliga China por un monto de 2.500.000 dólares (la venta más alta en la historia del club verdolaga).
Un año más tarde regresa al Club Deportivo Marathón y tras haber finalizado el contrato que lo ligaba al club por un año y medio, a inicios de 2014 pasa a ser jugador del Victoria, donde hizo un torneo excelente marcando seis goles, incluido un triplete contra Parrillas One. Gracias a esto, fue pedido por el técnico tico Hernán Medford para reforzar al Real España de cara al Apertura 2014 y la Concacaf Liga Campeones 2014-15.
El 9 de enero de 2015 firmó contrato con el Platense.
El 15 de diciembre de 2015 fue presentado como nuevo refuerzo del Juticalpa F.C.
En 2017 fichó por el Olancho FC de la Liga de Ascenso. 
Actualmente es delantero del beliceño Belmopan Bandits, junto con su compatriota Georgie Welcome.

## Selección nacional
Ha sido internacional con la Selección de Honduras en una ocasión. Debutó el 17 de noviembre de 2010, en una derrota por 2-0 frente a Panamá durante un juego amistoso realizado en el Estadio Rommel Fernández.

## Clubes
| Club             | País     | Año             |
| ---------------- | -------- | --------------- |
| Olimpia          | Honduras | 2002 - 2003     |
| Real Juventud    | Honduras | 2003 - 2004     |
| Universidad      | Honduras | 2004            |
| Real Juventud    | Honduras | 2005 - 2008     |
| Bella Vista      | Uruguay  | 2009            |
| Atenas           | Uruguay  | 2009            |
| Sud América      | Uruguay  | 2010            |
| Marathón         | Honduras | 2010 - 2011     |
| Shenzhen Ruby    | China    | 2011 - 2012     |
| Marathón         | Honduras | 2012 - 2013     |
| Victoria         | Honduras | 2014            |
| Real España      | Honduras | 2014            |
| Platense         | Honduras | 2015            |
| Juticalpa        | Honduras | 2016            |
| Olancho          | Honduras | 2017            |
| Belmopan Bandits | Belice   | 2018 - Presente |

## Palmarés

### Campeonatos nacionales
| Título           | Club           | País     | Año  |
| ---------------- | -------------- | -------- | ---- |
| Copa de Honduras | Juticalpa F.C. | Honduras | 2016 |

## Víctima de racismo
El 8 de febrero de 2016, Rony denunció ante la prensa un supuesto insulto racista por parte del estratega argentino Héctor Vargas. Flores argumentó que Vargas le dijo lo siguiente: "No te voy a dar la mano, negro hijo de put*..." A su defensa, Vargas aseguró que lo de Rony Flores era un resentimiento por haber dejado fuera de Olimpia a Edgard Flores, hermano de Rony, y, además, aseveró que la llegada de Edgard Flores a Olimpia fue influida en gran parte por el empresario Carlos Montalván (representante de los hermanos Flores) y no por que lo ameritara. Extrañamente, después de dicho incidente Rony salió de forma misteriosa del Juticalpa y no pudo encontrar club en Primera, yéndose a jugar primero al Olancho FC del Ascenso y después a la liga de Belice con el Belmopan Bandits, demostrándose así el poder que tienen entrenadores extranjeros sobre el futbol nacional y la manera en que llegan a truncarle carreras a jugadores con trayectoria como Rony. Edgar misteriosamente tampoco volvió a jugar fútbol profesional después de ese incidente.